# Le Village enchanté (film, 1955)
Pour plus de détails, voir Fiche technique et Distribution.
Le Village enchanté est un long métrage d'animation québécois réalisé par Marcel et Réal Racicot, sorti le 23 décembre 1955.

## Fiche technique
- Titre : Le Village enchanté
- Réalisation : Marcel et Réal Racicot
- Production : Racicot Productions
- Langue : Français
- Durée : 62 minutes
- Format : couleur

## Distribution (voix)
- Pierre Dagenais : le narrateur

## Commentaires
Ce premier dessin animé de long métrage réalisé au Québec a nécessité 6 ans de travail et 2 mois.